# Diaptomus longicornis
Diaptomus longicornis is een eenoogkreeftjessoort uit de familie van de Diaptomidae. De wetenschappelijke naam van de soort is voor het eerst geldig gepubliceerd in 1848 door Nicolet.